# 山本山龍太
山本山 龍太（やまもとやま りゅうた、1984年5月8日 - ）は、埼玉県さいたま市西区（旧大宮市、生まれは北足立郡伊奈町）出身で尾上部屋所属の元大相撲力士。
本名は山本 龍一（やまもと りゅういち）、愛称はリュウ。身長190cm、体重266kg。重さを生かしたがぶり寄りを得意とするが、スピードと巧さを持ち、投げ技も多い。新入幕記者会見では自ら「ドンブリ王子」と名乗る。日大相撲部出身。最高位は西前頭9枚目（2009年5月場所）、2011年2月の身体測定で現役力士最重量記録を更新し、巨大なあんこ型力士として人気を博したが、2011年に大相撲八百長問題に関与したとされ引退した。現在は渡米し、アメリカ・ロサンゼルスでタレントYAMAとして活躍している。

## 来歴
幼い頃に両親が離婚し、父子家庭で育つ。出生時の体重は4.9kgと大きかったが、3歳くらいまでは普通の体型だったという。1999年の大宮市立馬宮中学校3年時、全国都道府県中学生相撲選手権大会で団体戦ベスト8、個人戦で3位入賞し、翌年埼玉栄高等学校に入学。高校の同期に清瀬海孝行がいる。高校2年時に、全国高校相撲新人選手権（高知県）優勝。また高校3年時には全国高校相撲選手権では準優勝となるが、世界ジュニア相撲選手権では優勝。2003年、やはり清瀬海と共に日大に進学。
大学時代の2年の東日本学生相撲新人選手権大会、ならびに全国学生相撲個人体重別選手権大会・無差別級で優勝。3年では全日本大学選抜相撲十和田大会で優勝、全国学生相撲個人体重別選手権大会・無差別級を連覇。4年で副主将を務め（主将は清瀬海）、全日本大学選抜相撲七尾大会で優勝。5つの個人タイトルを手に、尾上部屋に入門した。ただし、幕下付出の対象となるタイトルが含まれていなかったために前相撲からのデビューとなった。大学時代の同期には大翔湖と同じく尾上部屋に入門した天鎧鵬がいる。兄弟子の境澤は大学の1学年先輩であり同じさいたま市出身者である。
新弟子検査では体重233kgを記録し1994年1月場所の北勝森の205kgを塗り替え、史上最重量の新弟子となった。2007年1月場所の前相撲では一番出世を果たした。続く3月場所では序ノ口優勝は逃したものの、6勝1敗と好成績を残した。翌5月場所では序二段で同時期に入門した春日野部屋の李）との7戦全勝同士の優勝決定戦で勝利し、大相撲では自身初の優勝となった。同年7月場所、9月場所は三段目で両場所とも6勝1敗で2場所で三段目を通過。新幕下の11月場所では2番相撲の栃の山戦で髷を掴み反則負けとなるなど1勝6敗と大きく負け越したが、翌2008年1月場所では7戦全勝で幕下優勝を飾った。
2008年7月場所では自己最高位の西幕下筆頭で6勝1敗の好成績を収め、決定戦で部屋の先輩里山に敗れたもの同年9月場所での十両昇進が決まった。尾上部屋から5人目となる関取となったがこれ以前は全て三保ヶ関部屋からの内弟子であり、山本山は初の子飼い関取でもある。2008年8月22日に行われた健康診断の体重計測で251.6kg（公式では切り上げて252kg）を記録し、須佐の湖が持っていた240kgの国内出身関取の最重量記録を更新した。関取になって初の取り組みでは十両では稀に見るほどの歓声があがり山本山が寄り切りで勝った。
2008年9月場所・翌11月場所と十両で2場所連続で9勝6敗の成績を挙げ、2009年1月場所において新入幕を果たした。所要12場所での新入幕は幕下付出からのスタートを除くと史上3位のスピード記録で、日本人では栃東らに並ぶ最速タイ記録となった。2009年5月場所では場所前から扁桃腺が腫れて40度近い熱が続き、千秋楽の一番に勝ち越しをかけたが、豊響に押し出しで敗れ、幕内に入って初の負け越しとなった。同年11月場所は13日目の取組後に「高熱でふらふらする」と訴え、日本相撲協会に「26日よりインフルエンザA診断確定。解熱後2日間までは自宅療養の必要があったと証明する」との診断書を提出し、14日目より途中休場。尾上はこれについて「2日前から40度の熱があり、周囲に感染するといけないから休場させた。部屋では隔離している」と説明した。十両以上の力士がA型インフルエンザで休場する例はこれが初めてである。2010年7月場所では11日目の佐田の海戦で自力で歩行できないほどの重傷を負い、左ひざ靱帯損傷のため途中休場した。その怪我の影響で休場が続き、2011年2月28日に相撲協会が発表した順席では三段目まで番付を落としてしまった。2011年2月9日の身体測定では体重277kgを計測し、現役力士最重量記録を更新した。
しかし、2011年の大相撲八百長問題において特別調査委員会から八百長に関与した力士として名前が挙げられ、山本山は一貫して八百長関与を否定して携帯電話も特別調査委員会に提出したものの、4月1日、相撲協会の臨時理事会の結果、引退勧告を受けた。この処分について「調査委員会にクロと決め付けられた。裁判を起こしても(協会が)勝つから無駄なことはしない方がいいというようなことを言われた。頭に来ます、話も聞かずに引退勧告はおかしい」「（竹縄親方の）メールに自分の名前があった?海苔と間違えたんじゃないですか」とコメントした。4月5日に尾上親方に連れられ、同部屋の境澤・白乃波と共に処分対象者として代理人を通さず自ら引退届を提出した。「今後の生活のために、提出しました」「気持ちの整理はついていない。悔しいけど協会には感謝している。相撲協会がなかったらただのデブ。今日からお相撲さんじゃないと言われても状況が分からない」と記者に答えた。

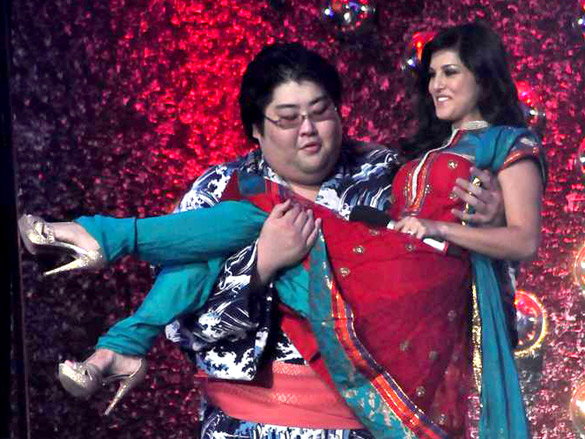
サニー・レオーネを抱え上げる山本山

同年9月3日に東京プリンスホテルにて境澤・白乃波と合同で断髪式が行われた。この席で尾上親方は「アメリカで、相撲のイベントにという話をもらっていると聞いています」と明かし、アメリカで「相撲タレント」として活動する可能性が出てきた。本人は「デブを生かして頑張ります」と語り、9月下旬から10月上旬にかけて600-pound Sumo Star “YAMA” の名で米国のイベントに参加した。収益の一部は東日本大震災への義捐金として寄付される。「プロレスは技を受けないといけない。痛いの嫌いだから、いいですわ」と答えており尾上親方も「痛いのはもう嫌だと言っていましたから」とコメントしており格闘技転向はしない。
引退後しばらくは都内で弟と生活し、体重は約40kg痩せて230kg台になった。米国フリトレー社のCMに力士役で出演したり、インドの人気テレビ番組『Bigg Boss』に出演した。本人はハリウッドで活躍できる俳優を目指していた。2012年2月には「海外でテレビなどに出る時、四股を踏んでみてと言われてもいきなりやるのは無理。なので体を動かしておこうと思って。」という理由で尾上部屋での稽古に参加していた様子が報道された。週刊ポスト2012年8月17・24日号では現役時代の八百長体験について語った。山本自身は八百長を大学時代からしていたといい、大会上位に日大勢しか残っていない状況でタイトルを取ったことがない選手に花を持たせることがあったという。一時は名古屋市の大道具倉庫係として勤務していたが、後に渡米。渡米後は海外のCMに力士役として出演や、相撲イベントへの出演をしており、エド・シーランの「Shape of You」（全米・全欧ほか世界20カ国以上で1位）、「Overpass Graffiti」や、ワン・ダイレクションの「Steal My Girl」（全米13位、全欧5位）など、世界的ヒット曲のミュージック・ビデオにも出演している。また2014年8月19日に行われた2014 ALL-STAR SUMO Tournamentでは6勝3敗で3位の成績を収めた。

## エピソード
- 足のサイズは34cm（2006年12月現在）。血液型はO型。高校卒業時に191cmだった身長が、新弟子検査では190cmに縮んでいた。中学2年の時は回転ずしを63皿も平らげた。2005年に相撲普及のため、アメリカのニューヨークに招待された時は「1席では足りないから」と飛行機のシートを2席用意された。
- 同部屋の兄弟子の把瑠都の化粧まわしを借りて親方衆へあいさつ回りに行ったが、近視で顔が分からなかったため、緊張しなかったと語った。普段は眼鏡を使用する。
- 四股名から、食品メーカーの山本山を連想させられた。兄弟子からも「のりが食べたくなる名前だ」と冷やかされ、「早く関取になってスポンサーが付いてくれたら嬉しい」とコメントした。しかし、山本山の広報は、社の基本理念から懸賞金を出す予定はないと述べ[23]、事実、同社からの懸賞が出されたことは一度もなかった。当四股名はすでに「山本」がいたため本名を四股名にすることができず、「山本海」とどちらかを選べと言われ本人が山本山を選んだものである（2009年1月場所の大相撲中継より）。本人は「変えたくない好きな名前」と発言していた。
- 2009年9月に、両国国技館に近いマクドナルド浅草橋店(現在は閉店)が、「大相撲力士専用席」を設置したが、この椅子の制作に山本山が協力し、体型に合わせた石膏型取りを行った[24]。
- 『ジャンプ放送局』の19巻「路傍の立て札」のコーナーで「ありそうでない四股名」のネタで山本山があった。1980年代には、いしいひさいちのマンガ「ワイはアサシオや」のレギュラーキャラクターとして「山本山」が登場している。
- 大のカラオケ好きで、中でもTHE YELLOW MONKEYの「WELCOME TO MY DOGHOUSE」が好きとのこと。また山口百恵のファンである。
- 2009年3月場所12日目、嘉風に送り出しで負けた際、後ろ立褌を引っ張られ、後ろ立褌が緩んでほとんど外れてしまい、「完全18禁でしょ。あそこは緩むんです」とコメントした[25][26][27][28]。
- 2009年5月場所初日の大相撲中継で、足腰を鍛えるために自転車に乗っていることが明らかになった。自転車は特注であるとは言え、250kgを超える山本山が自転車に乗っていることに関して、解説者の北の富士勝昭も「見てみたい」と興味を示した。
- あこがれの力士として舞の海を挙げた[29]。
- プロ野球では大の阪神タイガースファン。子供には「相撲はさせない。野球選手にして、小さい頃から洗脳して阪神に入れる」、「今、投手不足なので投手。左のサイドスローがいい」と述べた[30]。
- 相撲診療所医師の経験がある林盈六は自身の著書で「山本山の身長を考えれば190kgより増やしてはいけない。」と主張していた[31]。事実、親方衆には体重過多を指摘され、現役後期はその過剰な体重が裏目に出て負傷が続き、最終的に幕内在位は5場所に留まった。
- 2017年公開のハリウッド映画『ジョン・ウィック：チャプター2』にて殺し屋のスモウを演じている。
- 渡米後、シンガーソングライターのエド・シーランが作詞・作曲した『シェイプ・オブ・ユー』のミュージックビデオに力士の役としてYAMA名義で出演しており、同ビデオはYouTube上で60億回近く再生されている。

## 主な成績
- 通算成績：131勝107敗34休 勝率.550
- 幕内成績：29勝41敗5休 勝率.414
- 現役在位：25場所
- 幕内在位：5場所

### 各段優勝
- 幕下優勝：1回（2008年1月場所）
- 序二段優勝：1回（2007年5月場所）

### 場所別成績
| | 一月場所 初場所（東京） | 三月場所 春場所（大阪） | 五月場所 夏場所（東京） | 七月場所 名古屋場所（愛知） | 九月場所 秋場所（東京）  | 十一月場所 九州場所（福岡） |
| --- | ----------------------- | ----------------------- | ----------------------- | --------------------------- | ------------------------ | --------------------------- |
| 2007年 （平成19年） | （前相撲）              | 東序ノ口32枚目 6–1      | 東序二段61枚目 優勝 7–0 | 西三段目59枚目 6–1          | 西三段目6枚目 6–1        | 東幕下32枚目 1–6            |
| 2008年 （平成20年） | 東幕下58枚目 優勝 7–0   | 東幕下6枚目 5–2         | 東幕下2枚目 4–3         | 西幕下筆頭 6–1              | 東十両12枚目 9–6         | 西十両3枚目 9–6             |
| 2009年 （平成21年） | 西前頭15枚目 8–7        | 西前頭13枚目 8–7        | 西前頭9枚目 7–8         | 東前頭11枚目 4–7–4          | 西十両2枚目 9–6          | 東前頭15枚目 2–12–1         |
| 2010年 （平成22年） | 西十両9枚目 7–8         | 西十両10枚目 7–8        | 西十両11枚目 8–7        | 東十両10枚目 5–7–3          | 西十両13枚目 休場 0–1–14 | 西幕下13枚目 0–2–5          |
| 2011年 （平成23年） | 西幕下48枚目 休場 0–0–7 | 八百長問題 により中止   | 東三段目31枚目 引退 –   | x                           | x                        | x                           |
| 各欄の数字は、「勝ち-負け-休場」を示す。 優勝 引退 休場 十両 幕下 三賞：敢=敢闘賞、殊=殊勲賞、技=技能賞 その他：★=金星 番付階級：幕内 - 十両 - 幕下 - 三段目 - 序二段 - 序ノ口 幕内序列：横綱 - 大関 - 関脇 - 小結 - 前頭（「#数字」は各位内の序列） |                         |                         |                         |                             |                          |                             |